# Sainte-Cérotte
Sainte-Cérotte település Franciaországban, Sarthe megyében. Lakosainak száma 326 fő (2022. január 1.). Sainte-Cérotte Montaillé, Cogners, Écorpain, Saint-Calais, Saint-Gervais-de-Vic és Val-d’Étangson községekkel határos.

## Népesség
A település népessége az elmúlt években az alábbi módon változott:
| Lakosok száma | 319  | 318  | 323  | 316  | 315  | 315  | 316  | 314  | 326  |
|               | 2013 | 2015 | 2016 | 2017 | 2018 | 2019 | 2020 | 2021 | 2022 |